# Font de la Plaça de Sant Joan
La Font de la Plaça de Sant Joan és un conjunt arquitectònic gòtic integrat pel cos de l'enjub, quatre fonts, dos sortidors, un cóm i damunt del qual hi ha una capella d'època posterior que s'aixeca a la Plaça de Sant Joan, al nucli antic de la ciutat de Solsona, a la comarca del Solsonès. És un monument protegit i inventariat dins el Patrimoni Arquitectònic Català
No és una deu natural sinó que està connectada a la xarxa de proveïment d'aigües de la ciutat. Es troba al mig de la plaça per bé que no pas en el centre geomètric de la mateixa sinó desplaçat cap a la banda de ponent.
Antigament va ser coneguda amb el nom de Font Major. El seu origen cal cercar-lo a principis del segle xv a causa de les dificultats de proveïment d'aigua que patia Solsona. Per tal de resoldre aquest problema el Consell de la llavors encara vila va acordar fer arribar a Solsona l'aigua de la llavors coneguda com la Font de Mirabella. En un document datat l'any 1420 hi consta el contracte signat pel Consell amb Pere Puigredom, de Cervera, i Joan Ferrer, de Montblanc, per a construir els canons de la conducció que havien de tenir un pam d'amplada i dos de llargada. Aquest contracte incloïa, així mateix, la construcció d'un aqüeducte sobre la riera d'Olmeda (encara subsistent) i dels tres dipòsits de tres fonts a bastir dins del recinte de la ciutat: aquesta (actualment coneguda com la Font Major, la Font de l'Església (actualment la Font de la Plaça de la Catedral) i la Font del Castell (Font de la Plaça Sant Isidre).
La primera de les tres que es va construir va ser aquesta. Inicialment es va construir el cos de carreus que hi ha sota la capella i al segle XVIII els veïns hi van construir damunt la capella neoclàssica dedicada al patró de la plaça i en la qual s'hi deia missa els dies de fira que s'esqueien en festa de guardar per facilitar als firatans el compliment del precepte.
L'aigua que vessava de la font s'escolava cap al Riu Negre per un rec que baixava pel mig del carrer que surt del racó nord de la plaça i d'aquí el nom amb què encara actualment se'l coneix: el carrer de la Regata.